# Leïla Piccard
Leïla Piccard (* 11. Januar 1971 in Les Saisies) ist eine ehemalige französische Skirennläuferin. Sie gehörte zu den stärksten Technikerinnen in der zweiten Hälfte der 1990er Jahre.

## Biografie
Die Familie Piccard war in den 1990er-Jahren im Skiweltcup mehrfach vertreten, neben Leïla waren auch Olympiasieger Franck Piccard sowie die Brüder John (* 1965), Ian (* 1968) und Jeff (* 1976) im Renngeschehen – Bruder Ted ist Skicrosser.
Ihren einzigen Weltcupsieg feierte Leïla Piccard in Tignes, wo sie am 24. Oktober 1997 den Parallelslalom gewann. Zudem erreichte sie dreimal den 3. Platz. Von 1993 bis 1999 nahm Piccard an Weltmeisterschaften teil. Das wertvollste Ergebnis erzielte sie an den Weltmeisterschaften 1997 in Sestriere im Riesenslalom. Nachdem sie im 1. Lauf an 12. Stelle gelegen war, fuhr sie im 2. Lauf die absolute Bestzeit. Damit rückte Piccard noch bis auf den 3. Rang vor und gewann hinter Deborah Compagnoni und Karin Roten die Bronzemedaille. Bei Olympischen Spielen, an denen sie 1994 und 1998 teilnahm, blieb sie ohne Ergebnis.
Von 1993 bis 1999 wurde Piccard viermal französische Meisterin im Riesenslalom. Im Jahr 2000 trat sie vom Skirennsport zurück.

## Erfolge

### Olympische Winterspiele
- Lillehammer 1994: DNF Riesenslalom, DNF Slalom
- Nagano 1998: DNF Riesenslalom, DNF Slalom

### Weltmeisterschaften
- Morioka 1993: 37. Super-G
- Sierra Nevada 1996: 13. Riesenslalom, DNF Slalom
- Sestriere 1997: 3. Riesenslalom, 14. Slalom
- Vail/Beaver Creek 1999: 9. Riesenslalom, DNF Slalom

### Weltcup
- 4 Podestplätze, davon ein Sieg

| Datum            | Ort    | Land       | Disziplin       |
| ---------------- | ------ | ---------- | --------------- |
| 24. Oktober 1997 | Tignes | Frankreich | Parallel-Rennen |

### Europacup
- 2 Platzierungen unter den besten 15

### Nor-Am Cup
- Eine Platzierung unter den besten 10

### Weitere Erfolge
- Französische Meisterin im Slalom (1993, 1994, 1998, 1999)
- 6 Siege bei FIS-Rennen